# Mikoian-Gurevici DIS
Mikoian-Gurevici DIS (în rusă Дальний истребитель сопровождения - avion de vânătoare de escortă cu rază lungă) a fost un prototip de avion de vânătoare sovietic din al Doilea Război Mondial. Denumirea MiG-5 era alocată avioanelor fabricate în serie. Avionul urma a avea versiuni de bombardament și de recunoaștere, dar aceste planuri au fost anulate în urma invaziei germane din 1941. DIS urma a fi dotat cu motoare Mikulin AM-37, însă acestea s-au dovedit a fi un eșec. Ulterior, avionul a fost testat cu motoare radiale M-82, însă performanțele erau nesatisfăcătoare. Proiectul a fost anulat în octombrie 1943, cel puțin două prototipuri fiind construite.